# Neuville-sur-Authou
Neuville-sur-Authou település Franciaországban, Eure megyében. Lakosainak száma 192 fő (2022. január 1.). Neuville-sur-Authou Brétigny, Livet-sur-Authou, Morsan és Notre-Dame-d’Épine községekkel határos.

## Népesség
A település népességének változása:
| Lakosok száma | 141  | 121  | 126  | 175  | 191  | 199  | 194  | 191  | 194  | 192  |
|               | 1968 | 1982 | 1990 | 2006 | 2013 | 2015 | 2017 | 2019 | 2020 | 2022 |